# 魏尚
魏尚（？—前157年），槐里（今兴平县）人，西汉政治人物。
魏尚是西漢槐里人，其生年已經不可考究。漢文帝登基後，魏尚便被封為雲中郡（今内蒙古托克托东北）太守，雲中郡在魏尚的帶領下成為了當時邊境的一個奇地。之所以這樣說，是因為當時邊境幾乎都被匈奴所侵，而唯獨雲中郡卻幾乎沒有受到騷擾。這主要歸根於魏尚愛護士卒，治軍有方，效仿名將李牧的治軍方法，把軍市租稅收入，都用來犒勞士卒。還拿出自己的薪俸，五天殺一次牛，用來犒勞他的賓客、軍吏、舍人等。在古代，牛肉可是貴重東西，尋常百姓家一年也難吃上一頓，更有一些朝代將吃牛定為判刑。士卒都願意為他效力。這樣，雲中守軍士氣如虹，軍威大震，戰鬥力大增。每有匈奴人前來侵擾，魏尚就親自率領騎兵出擊，每次都能大獲全勝，斬殺敵人甚多。匈奴從來都是遠遠地躲避著魏尚的軍隊，不敢靠近雲中郡的要塞。
但在一次上報戰績時，因上報朝廷的殺敵數字與實際不符，差了六顆首級，魏尚被削職查辦，奪了封爵，判了一年徒刑。雲中郡百姓以及將士都為他喊冤不平。魏尚這種廉臣幹將的被貶，一定程度上說明了漢文帝朝的用人的不當和法治過苛。幸虧，后经冯唐代为辩白，认为对魏尚的处理不当，当面向皇上直谏，汉文帝派冯唐持符节去云中赦免魏尚的罪过，恢复了他云中太守的官职。魏尚復任後，努力整頓雲中郡的軍事。匈奴人忌憚不已。苏轼的《江城子.密州出猎》中的“何日遣冯唐”，即是借用此典故，以魏尚自许，希望得到朝廷的信任。